# 의류산업

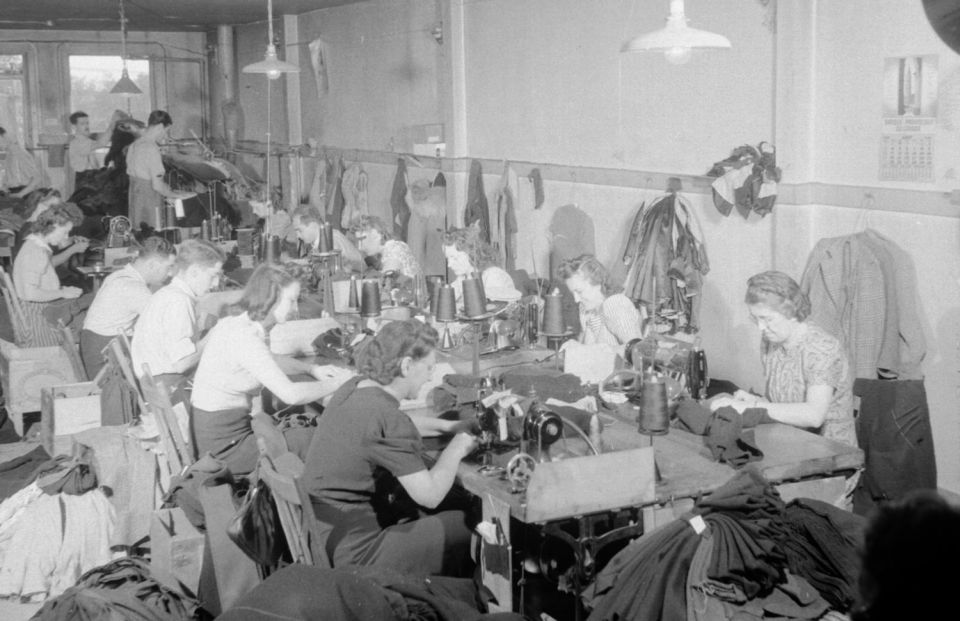

의류산업 또는 복식산업은 섬유산업(면섬유, 모섬유, 모피, 합성섬유 생산업체)을 시작으로 자수를 이용한 장식, 패션산업을 거쳐 의류와 의복의 생산 및 가치사슬에 따른 무역과 산업의 종류를 요약한 것이다. 중고 의류 및 직물 재활용을 취급하는 의류 소매업체까지. 생산 부문은 풍부한 의류 기술을 기반으로 하며, 그 중 일부는 직기, 조면기, 재봉틀과 같이 이전 직물 제조 방식뿐만 아니라 산업화를 예고했다. 의류산업은 패션 산업 또는 섬유제품 산업으로도 알려져 있다.